# Église Sainte-Croix-et-Saint-Pierre de Marchastel
L'église Sainte-Croix-et-Saint-Pierre est une église située en France sur la commune de Marchastel (Cantal), en région Auvergne-Rhône-Alpes.

## Historique
La nef et le chœur romans datent du XIIe siècle. Les chapelles latérales et la base du clocher-porche remontent au XVe siècle. Le clocher a été reconstruit au XIXe siècle. Les vitraux, signés Louis Balmet, datent de 1914.

### Protection
L'église est inscrite au titre des monuments historiques par arrêté du 12 octobre 2018.

## Description
L’église comprend une nef unique précédée d’une tribune, un chœur et une abside polygonale à trois pans. Deux chapelles latérales s’ouvrent au nord et au sud. Des chapiteaux sculptés décorent l’intérieur.